# Markuskirche (Ludwigshafen)

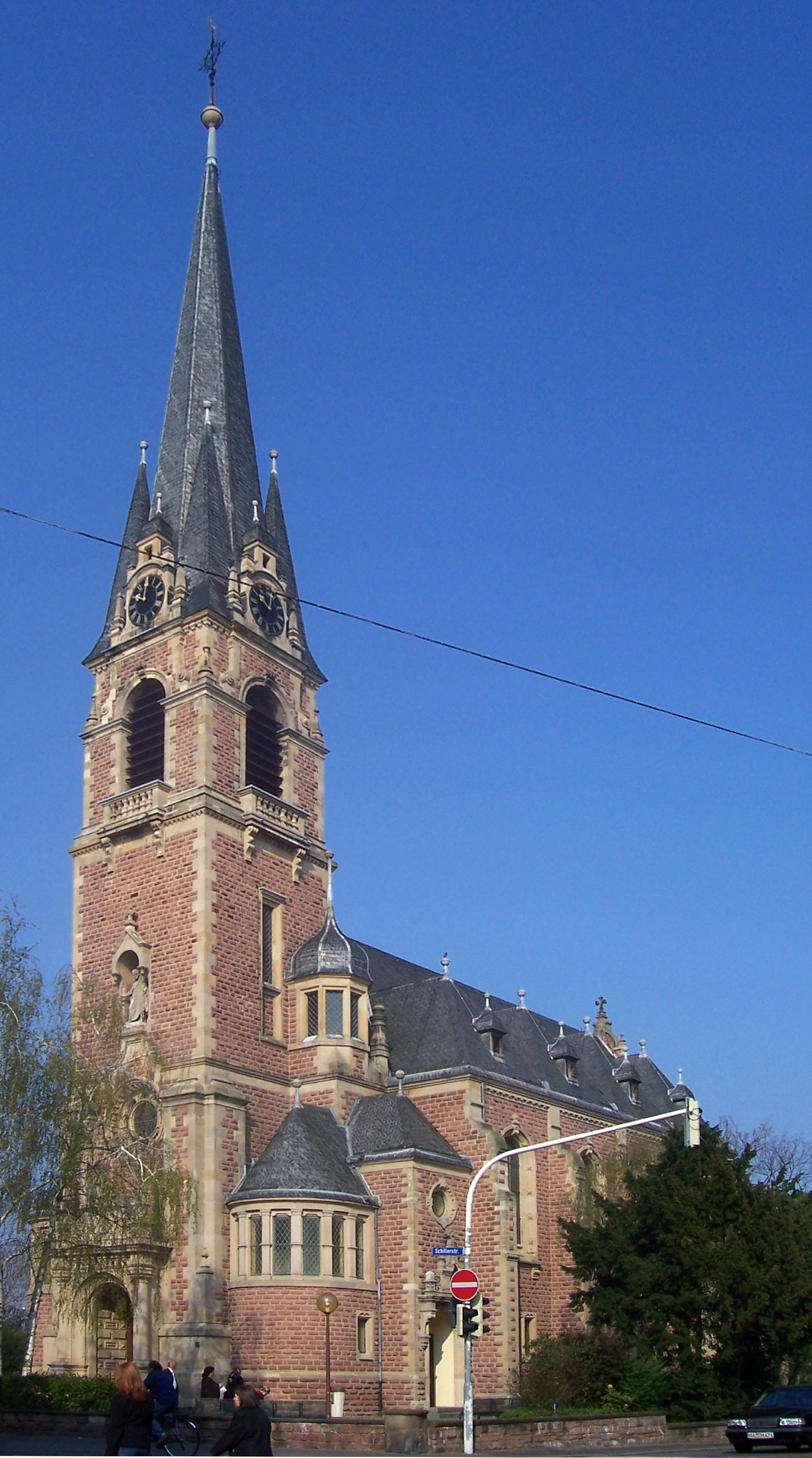
Markuskirche

Die Markuskirche ist eine evangelische Kirche im Ludwigshafener Stadtteil Oggersheim. Sie wurde zwischen 1896 und 1898 nach den Plänen von Franz Schöberl erbaut.

## Geschichte
Oggersheim wurde 769 erstmals im Lorscher Codex erwähnt. Die Pfarrkirche war St. Kilian. Kurfürst Ottheinrich führte 1556 in der Kurpfalz die Reformation ein. Bei der Pfälzischen Kirchenteilung 1705 wurde die Kilianskirche jedoch den Katholiken zugeschlagen. Die Oggersheimer Reformierten erhielten stattdessen die Kirche im benachbarten Studernheim, wo jedoch kaum Reformierte wohnten. Daher beließen sie den Pfarrsitz in der Stadt Oggersheim und die Studernheimer Kirche verfiel nach und nach. Die Gottesdienste feierten die Oggersheimer Reformierten nun in einer umgebauten Scheune weiter in Oggersheim, bis 1759 eine kleine Kirche erbaut wurde. Am Ende des 19. Jahrhunderts genügte die baufällige Kirche nicht mehr der stark gewachsenen Bevölkerung.
1896 begann der Bau des neuen Gotteshauses und am 6. November 1898 konnte es eingeweiht werden. Ein Drittel der Kosten wurden durch die Einnahmen einer Lotterie gedeckt, die eigens für den Kirchenbau veranstaltet wurde. Im Zweiten Weltkrieg war die Kirche eine der wenigen in Ludwigshafen, die ohne größere Beschädigungen blieb. In Mitleidenschaft gezogen wurden die Bleiglasfenster, wie bereits 1921 bei der Explosion des Oppauer Stickstoffwerkes und nochmal 1948 durch die Kesselwagenexplosion in der BASF. 1948 wurde auch das 50-jährige Jubiläum der Kirche gefeiert. Im Jubiläumsjahr erhielt sie den Namen Markuskirche. Zwischen 2002 und 2004 wurde die Markuskirche renoviert.

## Beschreibung

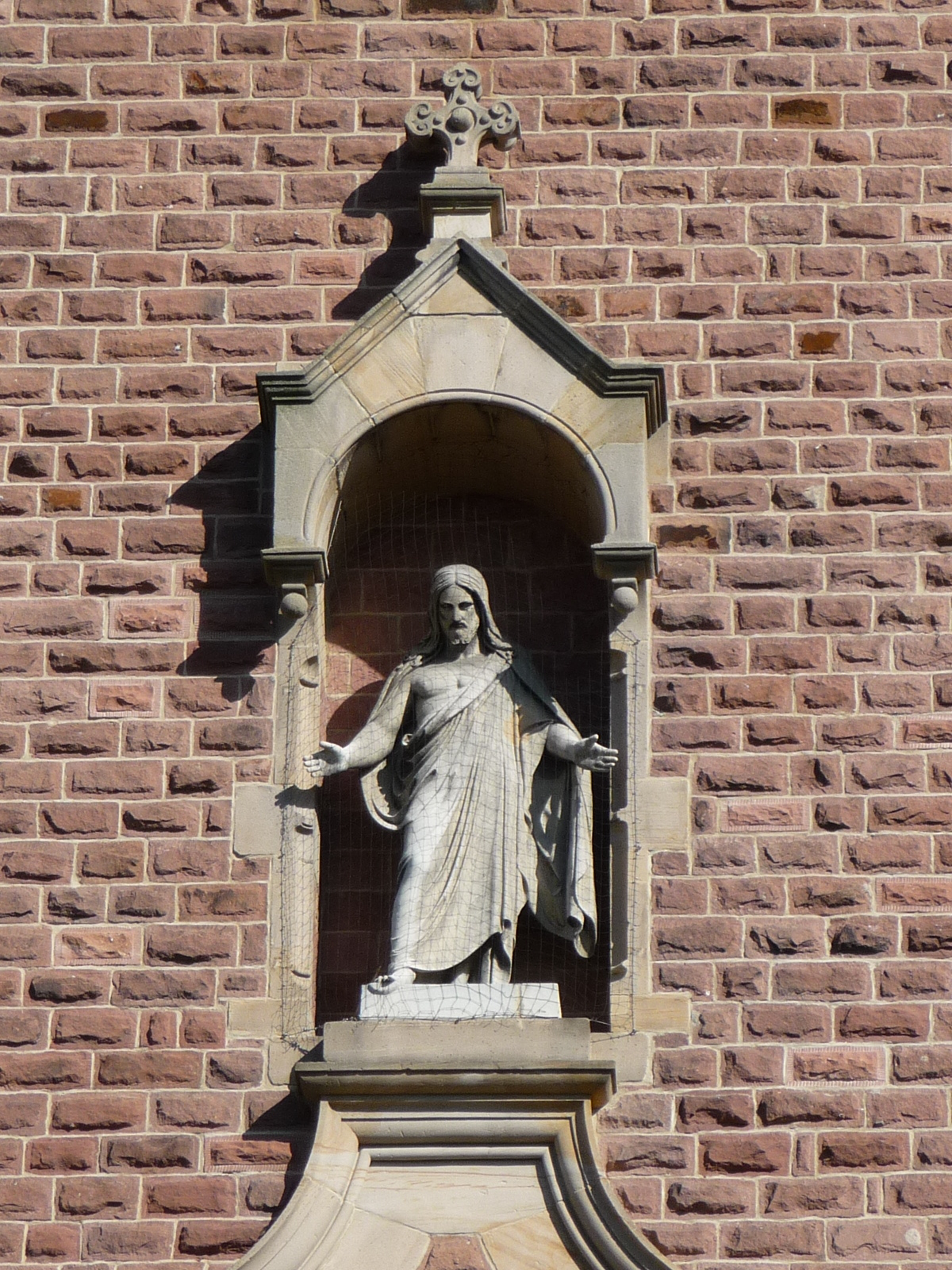
Christus-Statue

Die Markuskirche steht unweit des Zentrums von Oggersheim. Der Architekt Franz Schöberl errichtete eine neugotische Kirche mit Anklängen der Deutschen Renaissance. Der Außenbau der dreischiffigen Emporenhalle ist aus bossiertem, roten Sandstein, gegliedert mit gelbem Sandstein. Der 53 Meter hohe Kirchturm wird flankiert von Treppentürmchen. Das Mittelschiff ist kreuzgewölbt, der Chor flach geschlossen.
Über dem Hauptportal befindet sich in einer Figurennische eine Christus-Statue, die der Skulptur nachempfunden ist, die Bertel Thorvaldsen für die Kopenhagener Frauenkirche schuf. Die Kanzel und der Altar stammen von Carl Kern (Speyer). In der Fensterrose über dem Altarraum ist Jesus als Guter Hirte zu sehen, zwei weitere Motivfenster stellen Martin Luther und den Schwedenkönig Gustav Adolf dar.

### Geläut
Das Geläut besteht aus drei Stahlglocken, die 1922 Linke-Hofmann-Lauchhammer (Torgau) goss:
| Ø (mm) | kg    | Ton |
| ------ | ----- | --- |
| 1.800  | 2.500 | d1  |
| 1.500  | 1.400 | f1  |
| 1.080  | 450   | h1  |

### Orgel
Die Orgel der Markuskirche wurde 1960 von G. F. Steinmeyer & Co. (Oettingen) unter Beratung von Adolf Graf mit mechanischer Spiel- und elektrischer Registertraktur als Ersatz für ein Walcker-Instrument von 1873 gebaut. Sie verfügt über 26 Register auf zwei Manualen und Pedal. Ihre Windladen sind als Schleifladen ausgeführt. Die Disposition lautet:
| I Hauptwerk C–g3 |              |         |
| 1.               | Pommer       | 16′     |
| 2.               | Prinzipal    | 08′     |
| 3.               | Rohrflöte    | 08′     |
| 4.               | Oktave       | 04′     |
| 5.               | Kleingedackt | 04′     |
| 6.               | Quinte       | 02 ⁄3′  |
| 7.               | Superoktave  | 02′     |
| 8.               | Terz         | 01 3⁄5′ |
| 9.               | Mixtur V     | 01 ⁄3′  |
| 10.              | Cymbel IV    | 01⁄2′   |
| 11.              | Trompete     | 08′     |
|                  | Tremulant    |         |

| II Positiv C–g3 |             |       |
| 12.             | Gedackt     | 8′    |
| 13.             | Prinzipal   | 4′    |
| 14.             | Koppelflöte | 4′    |
| 15.             | Oktave      | 2′    |
| 16.             | Quinte      | 1 ⁄3′ |
| 17.             | Scharff V   | 1′    |
| 18.             | Krummhorn   | 8′    |
|                 | Tremulant   |       |

| Pedal C–f1 |               |        |
| 19.        | Subbaß        | 16′    |
| 20.        | Metallgedackt | 16′    |
| 21.        | Oktavbaß      | 08′    |
| 22.        | Pommer        | 08′    |
| 23.        | Prinzipal     | 04′    |
| 24.        | Mixtur VI     | 02 ⁄3′ |
| 25.        | Posaune       | 16′    |
| 26.        | Trompete      | 04′    |

- Koppeln: II/I, I/P, II/P
- Spielhilfen: 2 freie Kombinationen, Feste Kombination (Organo Pleno), Zungen ab, Zungeneinzelabsteller